# فرودگاه سلی
فرودگاه سلی (به انگلیسی: Celje Airport) (به زبان بومی: Letališče Celje (Letališče Levec)) یک فرودگاه همگانی است که یک باند فرود چمن دارد و طول باند آن ۸۰۰ متر است. این فرودگاه در کشور اسلوونی قرار دارد و در ارتفاع ۲۴۴ متری از سطح دریا واقع شده‌است.